# Municipalità di Sighnaghi
La municipalità di Sighnaghi (in georgiano სიღნაღის მუნიციპალიტეტი?) è una municipalità georgiana della Cachezia.
Nel censimento del 2002 la popolazione si attestava a 43 587 abitanti. Nel 2014 il numero risultava essere 29 948.
La cittadina di Sighnaghi è il centro amministrativo della municipalità, la quale si estende su un'area di 1251 km².

## Popolazione
Dal censimento del 2014 la municipalità risultava costituita da:
- Georgiani, 97,44%
- Armeni, 0,73%
- Russi, 0,70%
- Yazidi, 0,34%
- Azeri, 0,33%
- Osseti, 0,10%

## Monumenti e luoghi d'interesse
- Sighnaghi
- Monastero di Bodbe
- Monastero di Khirsa